# Mútne
Mútne je naseljeno mjesto u okrugu Námestovo u Žilinskom kraju u Slovačkoj.

## Stanovništvo
| Godina:     | 1993. | 2003.   | 2013.   | 2023.    |
| ----------- | ----- | ------- | ------- | -------- |
| Broj ljudi: | 2544  | 2771    | 2912    | 3207     |
| Razlika:    |       | +8,92 % | +5,08 % | +10,13 % |

| Godina:     | 2022. | 2023.   |
| ----------- | ----- | ------- |
| Broj ljudi: | 3164  | 3207    |
| Razlika:    |       | +1,35 % |

Prema podatcima o broju stanovnika iz 2023. godine naselje je imalo 3207 stanovnika.

## Vanjske poveznice
|  | Zajednički poslužitelj ima još gradiva o temi Mútne |

- Službena stranica naselja (sl.)